# Zbigniew Grabowski (powieściopisarz)
Zbigniew Grabowski (ur. 22 grudnia 1903 w Krakowie, zm. 6 marca 1974 w Toronto) – polski publicysta, tłumacz, anglista i powieściopisarz, syn historyka literatury polskiej Tadeusza. Tłumaczy powieści pisarzy angielskich i norweskich.

## Życiorys
Wydał powieść Ciszy lasu i twojej ciszy... (1931), bardzo przychylnie przyjętą przez krytykę, jako mocno i oryginalnie ujęty wyraz nowego pokolenia. Utwór ten stanowił jedną z pierwszych polskich powieści, nawiązujących do twórczości Marcela Prousta. Współpracował z „Ilustrowanym Kurierem Codziennym”. Był autorem prac o Stevensonie i Conradzie oraz źródłowej monografii o Walterze Paterze (1929).
Pisywał wiele recenzji i korespondencji z Anglii i Europy do „Wiadomości Literackich”, przy czym pod koniec lat trzydziestych podpisywał je pseudonimem „Politicus”.
W czasie II wojny światowej był kierownikiem programu w Polskim Radio (w Londynie) i pisał teksty prasowe m.in. do „Wiadomości Polskich”. Wydał w tym czasie także książkę "Anglia - wyspa nieznana".
Był też jednym ze współautorów dzieła zbiorowego Straty kultury polskiej 1939–1944 (Glasgow 1945), zawierającego szkice wspomnieniowo-biograficzne o polskich twórcach zmarłych w czasie wojny. Po wojnie pozostał na emigracji.
W PRL informacje na temat Zbigniewa Grabowskiego podlegały cenzurze.  Jego nazwisko znajdowało się na specjalnej liście osób z całkowitym zakazem publikacji. Zalecenia cenzorskie dotyczące jego osoby zanotował Tomasz Strzyżewski, który w swojej książce o peerelowskiej cenzurze opublikował notkę informacyjną nr 9 z 1975 roku  Głównego Urzędu Kontroli Prasy, Publikacji i Widowisk. Wytyczne dla cenzorów zawierały na liście autorów zakazanych jego nazwisko głosząc: „(...) w stosunku do niżej wymienionych pisarzy, naukowców i publicystów przebywających na emigracji (w większości współpracowników wrogich wydawnictw i środków propagandy antypolskiej) należy przyjąć zasadę bezwarunkowego eliminowania ich nazwisk oraz wzmianek o ich twórczości, poza krytycznymi, z prasy, radia i TV oraz publikacji nieperiodycznych o nienaukowym charakterze (literatura piękna, publicystyka, eseistyka)”.